# Уміт Халук Байюлкен
Уміт Халук Байюлкен (тур. Ümit Haluk Bayülken; 1922 р., Стамбул, Туреччина — 28 квітня 2007, Анкара, Туреччина) — турецький державний діяч і політик, дипломат, посол Туреччини у Великобританії; Постійний представник Туреччини при Організації Об'єднаних Націй (1969—1971); Міністр закордонних справ Турецької Республіки (1972—1974); Міністр національної оборони Туреччини (1980—1983); 6-й Генеральний секретар СЕНТО (1975—1977).

## Життєпис
Народився у 1922 році в Стамбулі. Закінчив факультет політичних наук Університету Анкари.
У 1945 році він був призначений турецьким консулом у Гамбурзі. Згодом працював у відділі командного центру в Афганістані та Ірані Департаменту Близького Сходу.
У 1964 році призначений генеральним секретарем закордонних справ Туреччини.
У 1966—1969 роках був послом Турецької Республіки у Сполученому Королівстві Великої Британії та Північної Ірландії
У 1969—1971 рр. — Постійний представник Туреччини при Організації Об'єднаних Націй.
З 11 грудня 1971 по 25 січня 1974 року обіймав посаду міністра закордонних справ Турецької Республіки.
У 1975—1977 рр. — обіймав посаду генерального секретаря Організації Центрального Договору (СЕНТО).
З 12 вересня 1980 13 грудня 1983 року — Міністр національної оборони Туреччини.
Після завершення своєї політичної діяльності він викладав юридичний факультет Середньосхідного Технічного Університету в Анкарі.
З 1984 по 2007 рр. був головою Турецької Атлантичної Ради.